# 白庙站 (张家口市)
白庙站（Baimiao Railway Station）是位于中国河北省张家口市宣化区庞家堡镇境内，宣庞铁路上的一个火车站。该站因临近白庙村得名。